# Ботаническая галерея (Париж)
Парижская Ботаническая галерея (фр. Galerie de Botanique) является частью Парижского музея естествознания. Галерея обладает самой старой и самой большой в мире коллекцией растений — французский Государственный Гербарий (фр. Herbier national).

## История музея
Историческую базу коллекции музея составляет королевский гербарий, созданный в 1635 году.
В 2008—2012 году музей был закрыт на реконструкцию.

## Коллекция
В коллекции музея находится более 8 миллионов растительных экспонатов, плюс фото- и видео- материалы, документы, книги, периодика, эстампы и другие связанные с основной коллекцией объекты. Часть коллекции — более 6 миллионов страниц гербария — в оцифрованном виде доступны на коллаборативном сайте музея, позволяющем посетителям писать и дополнять информацию о выставленных экспонатах.

## Практическая информация
Галерея открыта каждый день, кроме вторников и 1 мая.